# Wijnie Jabaaij
Wijberig (Wijnie) Giphart-Jabaaij (Dordrecht, 13 april 1939 - aldaar, 7 juni 1995) was in de periode 1977-1989 lid van de Tweede Kamer voor de PvdA.
Jabaaij begon haar loopbaan in Dordrecht als onderwijzeres. Zij was voor de PvdA lid van de gemeenteraad Dordrecht  van 1 september 1970 tot 5 september 1978. Zij was ook 2 maal lid van de Tweede Kamer der Staten-Generaal, de eerste keer van 15 september 1977 tot 31 december 1977, de tweede keer van 1 maart 1979 tot 14 september 1989. Jabaaij protesteerde op haar manier tegen de kabinetten Lubbers I en II door altijd in rouwkleren in de Tweede Kamer te verschijnen. Zij zette zich vooral in voor vrouwen en minderheden.
Jabaaij had Multiple Sclerose, en toen zij na meerdere heftige aanvallen niet meer kon spreken, koos zij zelf voor een vervroegd levenseinde. Jabaaij is de moeder van schrijvers Ronald Giphart en Karin Giphart. Haar zoon schreef in 2020 het boek "Wie waarlijk leeft" ter ere van de nagedachtenis aan zijn moeder: eerder beschreef hij in Ik omhels je met 1000 armen al over een moeder die door euthanasie uit het leven stapt.
- Biografisch Portaal: 85174956
- Parlement.com: vg09lli83lzo